# Kjetil Hasund
Kjetil Hasund (Ulsteinvik, 5 maggio 1942) è un ex calciatore norvegese, di ruolo attaccante.

## Biografia
È il padre di Geir Hasund.

## Carriera

### Club
Hasund giocò nello Hødd.

### Nazionale
Conta 16 presenze e 3 reti per la Norvegia. Esordì il 18 settembre 1966, trovando anche la rete nella sconfitta per 2-4 contro la Svezia.